# 奧氏舌鰨
奧氏舌鰨為輻鰭魚綱鰈形目鰨亞目舌鰨科的其中一種，為熱帶海水魚，分布於中西太平洋巴布亞紐幾內亞及澳洲昆士蘭南部海域，體長可達18.6公分，棲息在底層水域，生活習性不明。

## 扩展阅读
維基物種上的相關：奧氏舌鰨